# Les Fuyards du Zahrain
Pour plus de détails, voir Fiche technique et Distribution.
Les Fuyards du Zahrain (Escape from Zahrain) est un film américain réalisé par Ronald Neame, sorti en 1962.

## Synopsis
Dans le pays fictif de Zahrain, un leader nationaliste arabe est délivré par un groupe de jeunes partisans lors d'un transfert de prison. Fuyant la police nationale à ses trousses, il décide de voler une ambulance avec laquelle il compte se sauver, en rejoignant le pays voisin à travers le désert. 

## Fiche technique
- Titre français : Les Fuyards du Zahrain
- Titre original : Escape From Zahrain
- Réalisation : Ronald Neame
- Scénario : Robin Estridge, d'après le roman éponyme de Michael Barrett
- Musique : Lyn Murray
- Photographie : Ellsworth Fredericks
- Montage : Eda Warren
- Production : Ronald Neame
- Société de production et de distribution : Paramount Pictures
- Pays de production :  États-Unis
- Langue : Anglais
- Format : Couleur - Mono - 35 mm - 2.35:1
- Genre : Aventures
- Durée : 93 min
- Date de sortie :
  - États-Unis : 23 mai 1962

## Distribution
- Yul Brynner (VF : Georges Aminel) : Sharif
- Madlyn Rhue (VF : Nelly Benedetti) : Laila
- Jack Warden (VF : Henry Djanik) : Huston
- Sal Mineo (VF : Jacques Torrens) : Ahmed Saïd
- Anthony Caruso (VF : Émile Duard) : Tahar
- Jay Novello : Hassan
- Leonard Strong : le chauffeur de l'ambulance

Acteurs non crédités
- James Mason (VF : Jacques Beauchey) : Johnson
- Joseph Ruskin : le souverain du Zahrain